# Leonardo Spinazzola
Leonardo Spinazzola (Foligno, província de Perusa, 25 de març de 1993) és un futbolista italià. Juga de defensa i el seu equip actual és la SSC Napoli de la Sèrie A d'Itàlia.
Ha estat internacional amb la selecció de futbol d'Itàlia en 18 ocasions. Va debutar el 28 de març de 2017, en un partit amistós contra la selecció dels Països Baixos que va finalitzar amb marcador de 2-1 a favor dels italians.

## Palmarès
Juventus FC
- 1 Serie A: 2018-19
- 1 Supercopa italiana: 2018

AS Roma
- 1 Lliga Europa Conferència de la UEFA: 2021-22

Selecció italiana
- 1 Eurocopa: 2020